# Стрекоза чёрная
Стрекоза чёрная, или сжатобрюх чёрный, или сжатобрюх даная, или симпетрум чёрный, (лат. Sympetrum danae) — вид стрекоз из рода Sympetrum.

## Описание

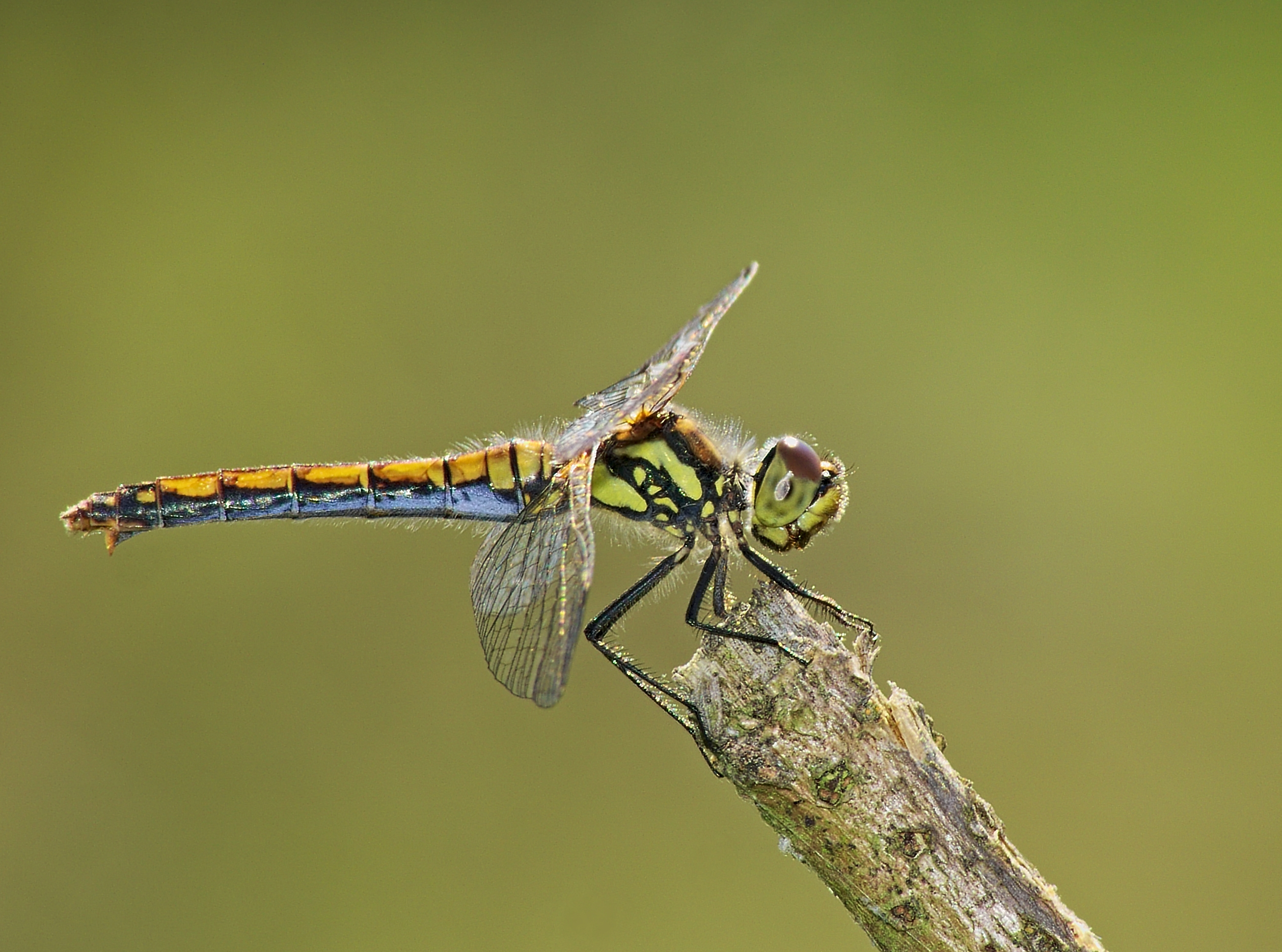
Самка

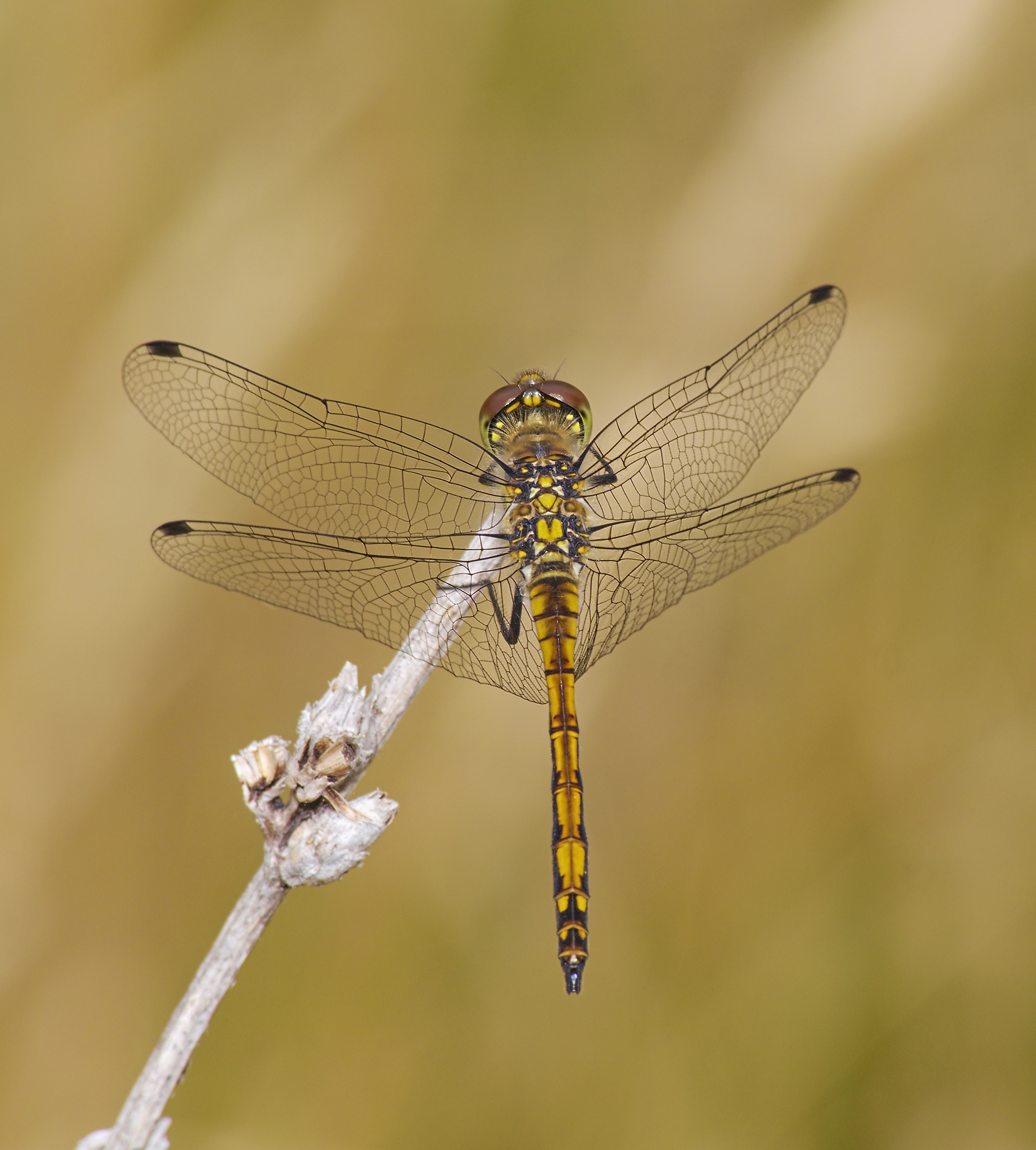

Длина 29-34 мм, брюшко 18-26 мм, заднее крыло 20-30 мм. Тело у взрослых старых самцов часто становится целиком чёрным, молодые имеют жёлтую окраску. Тело самки жёлто-бурое, с чёрной полоской вдоль боков. Задний край переднегруди имеет большой, почти вертикальный выступ, несущий на себе бахрому из длинных волосков. Чёрные полоски, окружающие 3 жёлтых пятна и располагающиеся на боковых швах сливаются в одну очень широкую полосу. Нижняя сторона и бока груди чёрного цвета, с желтыми пятнами и полосами. Ноги часто с чёрными полосками или полностью чёрные. Голени чёрные. Нижняя губа посредине чёрная и жёлтая по бокам.

## Ареал
Транспалеарктический вид. Северная и средняя полосы Европы, Сибири и
Дальнего Востока, Кавказ, Средняя Азия, Центральная Азия и Северная Америка. Северная и средняя полоса Европейской части России.
На Украине в северных областях обычный вид, но встречается в небольшом количестве. В южном направлении его численность сокращается, но в предгорьях Карпат его численность снова возрастает. В Причерноморской низменности (кроме Одесской области) и в Крыму вид не обнаружен.

## Биология
Время лёта: середина июля — середина октября. Летает вид очень долго, фактически до первого снега, но основной период лёта часто приходится на сентябрь. Начало времени лёта и вылет молодых особей длится два месяца или больше, в зависимости от местных климатических условий. Взрослые стрекозы, как полагают, способны зимовать в умеренном климате, на территории России этого пока не зарегистрировано.
Вид предпочитает стоячие, большей частью небольшие и кислые, порой заболоченные или временные водоёмы. Иногда может встречаться у крупных озёр и дренажных канав.